# Max Bastin
Max Bastin  (Hoei, 19 december 1919 - Brussel, 16 maart 1971) was een Belgisch christendemocraat, journalist en Waals militant.

## Levensloop
Bastin studeerde aan het koninklijk atheneum van Hoei, promoveerde in Luik tot licentiaat geschiedenis en was in 1943-44 leraar aan het Hoeise atheneum. Hij trad tijdens de Tweede Wereldoorlog toe tot het Belgisch Verzet, binnen het Geheim Leger.
Bevriend geworden met William Ugeux werd hij na de oorlog militant voor de Belgische Democratische Unie. In 1950 werd hij journalist in La Cité en in 1955 volgde hij er Ugeux op als hoofdredacteur.
Van 1957 tot 1960 leidde hij in Leopoldstad de Courrier d'Afrique, verbonden met het Algemeen Christelijk Vakverbond. Zijn opdracht bestond er in het blad in handen te geven van een autochtone Afrikaanse leiding.  
Terug in België, werd hij in 1961 stichter en directeur van het Centre d'Information et d'Education Populaire van de MOC. Hij nam vervolgens het initiatief tot het oprichten van het Institut Supérieur de Culture Ouvrière (ISCO), dat tot doel had bruggen te slaan tussen de universiteiten en de arbeidersbeweging, het onderwijs te democratiseren en de MOC-militanten een goede opleiding te geven.
In 1967 stichtte hij de Fondation Travail-Université (FTU), een samenwerking tussen de MOC en de Franstalige katholieke universiteiten. De belangrijkste realisatie was de oprichting binnen de UCL van de Open Economische en Sociale Faculteit van de UCL, opengesteld voor volwassenen die een concrete professionele of militerende ervaring hadden op sociaal en politiek vlak.
Van 1962 tot 1970 vervulde hij nog andere taken binnen de MOC. Hij behoorde tot de organisatoren van de Semaines Sociales Wallonnes en trad er vaak als spreker op. Hij was bestuurder van de Éditions Vie Ouvrière en werkte vaak samen met de redactie van La Revue Nouvelle.
Na de oprichting van de Mouvement Populaire Wallon begon hij aan een samenwerking met de ABVV'er Jacques Yerna, de voorzitter van deze radicale beweging, als nieuwe poging voor het tot stand komen van een travaillistische hergroepering onder de naam Rassemblement des progressistes. Hij lag mee aan de basis van de radicalisering van de MOC, die in 1969 uitmondde in het links-federalistische Objectif '72 Wallonie-Bruxelles, waarbij linkse christendemocraten, socialisten en communisten een gemeenschappelijk programma wilden opstellen voor Wallonië binnen een federaal België. Zijn voortijdig overlijden betekende in grote mate een halt voor deze samenwerking, die nadien door anderen en op andere manieren werd verdergezet.

## Publicatie
- L'université et le monde du travail, in: Bulletin de la Société des industriels, ADIC, 1968.